# Leveransrobot

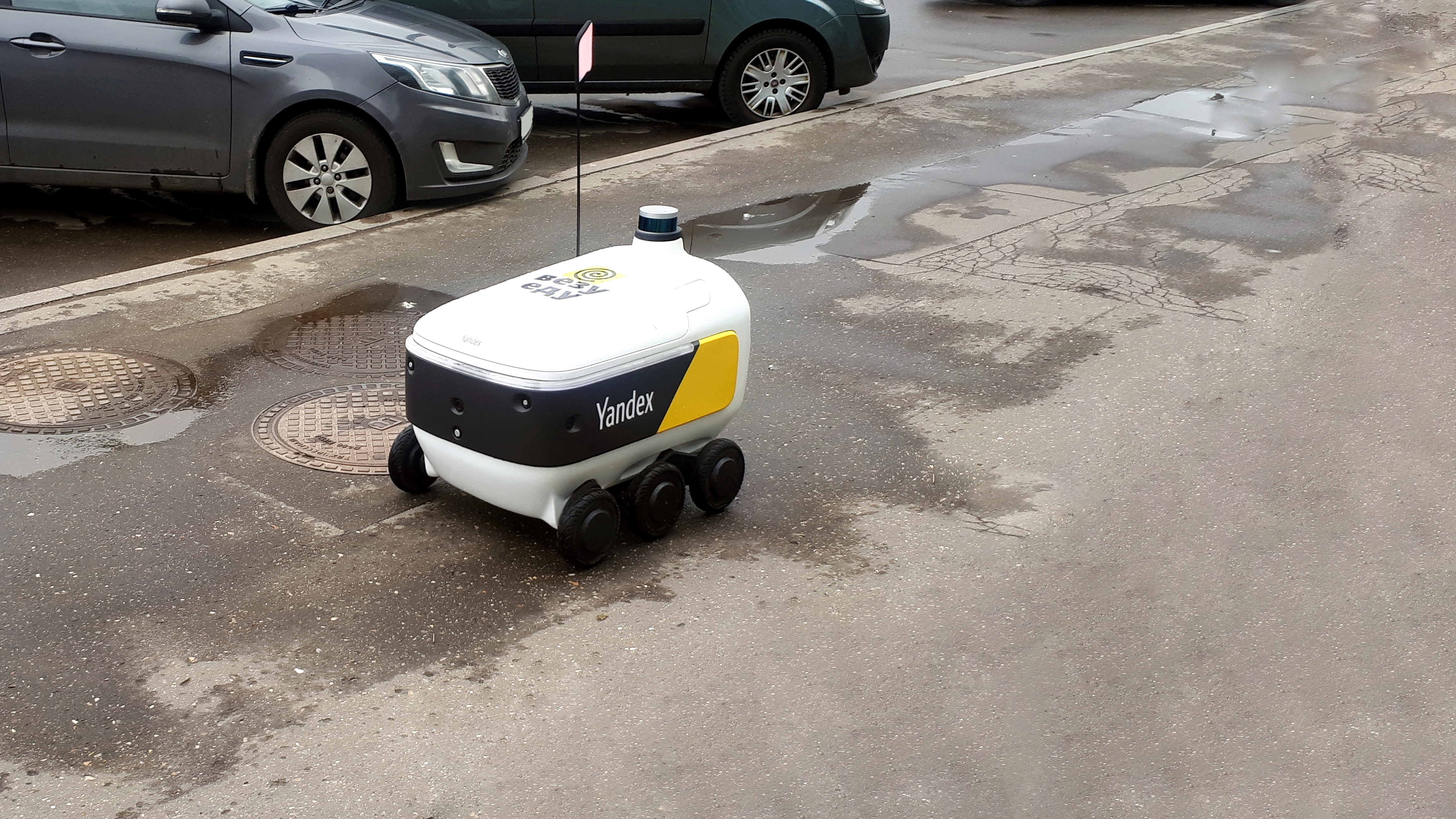
En leveransrobot

En leveransrobot är en autonom robot som utför leveranstjänster. En operatör kan övervaka och ta kontroll över roboten på distans om den exempelvis har fastnat. Leveransrobotar kan användas för att bland annat leverera mat, paket, inom sjukvården och som rumsbetjäning.